# 岩手県道174号小友米里線
岩手県道174号小友米里線（いわてけんどう174ごう おともよねさとせん）は、岩手県遠野市と奥州市を結ぶ一般県道である。

## 概要

### 路線データ
- 起点：遠野市小友町字仲町（国道107号交点）
- 終点：奥州市江刺米里字大谷地（岩手県道27号江刺東和線交点）

## 地理

### 通過する自治体
- 遠野市
- 奥州市

### 交差する道路
- 国道107号
- 岩手県道27号江刺東和線